# بیماری غربالی

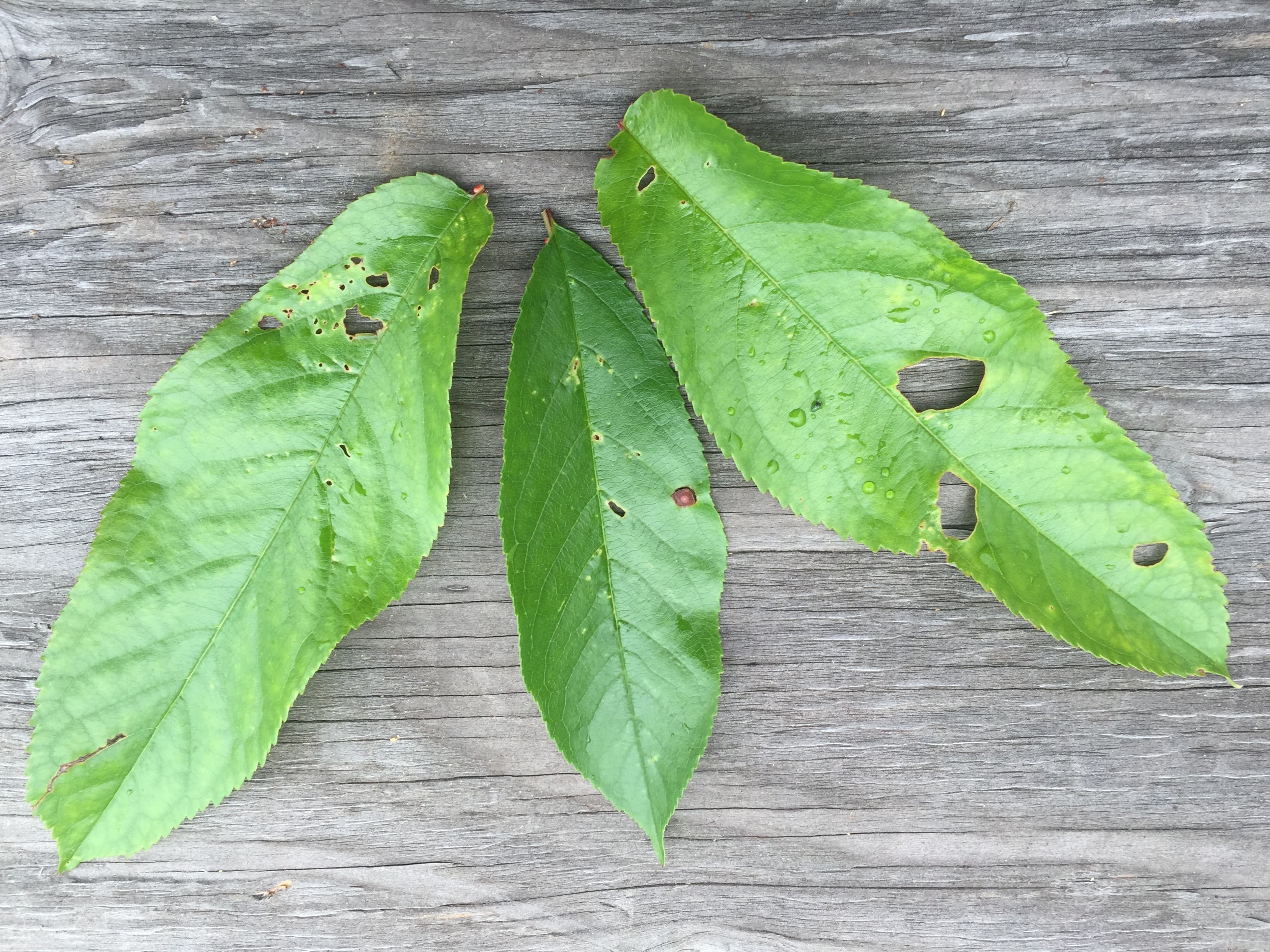

بیماری غربالی (به انگلیسی: Shot hole disease) یکی از بیماری‌های قارچی درختان میوه هسته‌دار است. قارچ عامل این بیماری Wilsonomyces carpophilus است.

## نشانه‌های بیماری
این بیماری دراکثر نقاط ایران به انواع درختان میوه هسته دارمانند زردآلو، هلو، شلیل، آلبالو، گوجه، بادام و در برخی مواقع به گیلاس خسارت وارد می‌کند و به دلیل جوش‌ها و لکه‌هایی که روی میوه زردآلو به وجود می‌آورد، ارزش صادراتی برگه زردآلو و قیسی را کاهش داده و طعم نامطبوعی به میوه می‌دهد.

## عامل بیماری
قارچ عامل بیماری امروزه Wilsonomyces carpophilus نامیده می‌شود.

## علائم بیماری
حالت غربالی و سوراخ شدن برگ‌ها مشخص‌ترین و فراوان‌ترین علامت بیماری است. بیماری اغلب به برگ، میوه و سرشاخه‌های درختان هسته دار حمله می‌کند ولی اندام‌های مورد حمله در میزبان‌های مختلف با هم فرق دارند. روی برگ علائم همزمان با موقعی که جوانه‌های برگ باز می‌شوند به صورت لکه‌های گرد و کوچک به رنگ سرخ که وسط آن تیره است بروز می‌کند. لکه‌ها به تدریج بزرگ شده و از وسط شروع به خشک شدن می‌کنند. به مرور بافت مرده جدا شده و سوراخی ایجاد می‌شود. اطراف سوراخ نوار چوب پنبه ای باقی می‌ماند.
در صورت شدت بیماری روی درختان گیلاس و تجمع لکه‌ها، برگ‌ها تماماً زرد شده و می‌ریزند. به‌طور کلی لکه‌ها در آغاز پیدایش کوچک و ارغوانی اند ولی به تدریج بزرگترشده و به رنگ قهوه ای درمی آیند. به مرور لکه‌ها چوب پنبه ای و زبرمی‌شوند. علائم روی میوه زردآلو به صورت تاولهایی برجسته به رنگ ارغوانی تا قهوه ای دیده می‌شود.
میوه گیلاس ممکن است گوشت تا هسته خشک شود. علائم روی میوه آلبالو شبیه گیلاس ولی عمق فرورفتگی لکه‌ها کمتراست. روی میوه گوجه سبز ممکن است ترشح صمغ بدون ظهور لکه‌های مشخص دیده شود. روی میوه هلو آلودگی به دوصورت ظاهرمی شود. یکی به صورت ریزش میوه، هنگام رسیدن و دوم ایجاد لکه‌های قهوه ای. پیدایش لکه‌های بیماری روی شاخه‌های هلو و شلیل عمومیت دارد. شاخه‌های زردآلو، آلو و گوجه معمولاً مورد حمله بیماری قرار نمی‌گیرند. بیماری روی شاخه‌های گیلاس ابتدا به صورت لکه‌های قهوه ای و برجسته ظاهر می‌شود که به تدریج حالت زخم به خود می‌گیرد. در سرشاخه‌های بادام لکه‌های گرد و بیضی به قطر یک تا چند میلی‌متر ظاهر می‌شود. لکه‌ها قهوه ای و وسط آن روشن‌تر و شبیه چشم است. لکه‌ها گاه ترک خورده و از آن‌ها صمغ ترشح می‌شود. علائم روی سرشاخه‌های هلو و بادام شبیه به هم هستند با این تفاوت که روی شاخه‌های هلو زخم‌ها معمولاً بزرگتر دو صمغ زدگی آن‌ها بیشتر است. روی شاخه‌های زردآلو زخم‌های ارغوانی به قطر چند میلی‌متر تشکیل می‌شود. روی شاخه‌های آلو و گوجه علائمی بروز پیدا نمی‌کند.

## چرخه بیماری
قارچ عامل بیماری روی گیاه زمستان‌گذرانی می‌کند. اسپورهای غیرجنسی، کنیدی‌ها، در بهار با افزایش رطوبت در هوا منتشر می‌شود.
قارچ عامل بیماری در زمستان و سایر مواقع نامساعد، روی جوانه‌های آلوده یا زخم‌های شاخه‌ها به سر برده و تا سال بعد باقی می‌ماند. در هوای مرطوب و بارانی در اثر ترشح آب پراکنده شده، جوانه زده و تولید آلودگی می‌کند. توسعه آلودگی در زمستان ادامه داشته و فقط در سرمای زیاد متوقف می‌شود. توسعه آلودگی بیماری ارتباط مستقیم به میزان بارندگی در بهار و پاییز دارد.

## درمان بیماری
- از آنجا که وجود رطوبت بیش از اندازه شرایط را برای این بیماری فراهم می‌کند باید از آبیاری بیش از اندازه جلوگیری کرد.
- هرس بخش‌های آلوده عفونی گیاه ضروری است.
- استفاده از ترکیب بردو و بردوفیکس و ترکیب‌های مسی برای درمان بیماری مناسب است.

انتخاب انواع ارقام مقاوم و سالم
هرس اندام‌های آلوده و سوزاندن آن‌ها برای جلوگیری از آلودگی در سال‌های بعد
ضدعفونی کردن ابزار هرس بعد از هرس سرشاخه‌های آلوده و انهدام آن‌ها با بردوفیکس رقیق نشده
سمپاشی دوره ای چهارگانه با بردوفیکس:
- سم پاشی با بردوفیکس ۱۰ در هزار پس از ریزش ۷۰ درصد برگ‌ها در پاییز
- سم پاشی با بردوفیکس ۱۰ در هزار قبل از تورم جوانه‌ها
- سم پاشی با بردوفیکس ۵ در هزار بعد از ریزش گلبرگها
- سم پاشی با بردوفیکس ۵ در هزار بلافاصله بعد از تشکیل میوه
در صورت وجودآلودگی برای جلوگیری از پیشرفت بیماری، سمپاشی با بردوفیکس ۵ در هزار ۱۵ تا ۲۰ روز بعد تکرار شود.